# Thomas Stewart (ciclista)
Thomas Stewart (n. Doncaster, 9 de janeiro de 1990) é um ciclista profissional britânico que atualmente corre para a equipa Canyon dhb p/b Soreen.

## Palmarés
- 2016
  - Velothon Wales

- 2017
  - 1 etapa do Szlakiem Walk Majora Hubala

- 2018
  - Volta à Normandia[2]